# Enilok
Enilok (en marshallais Enirukku) est un îlot de l'atoll d'Ebon, dans les Îles Marshall. Il est situé à l'est de l'atoll et compte un village du même nom qui borde le littoral côté lagon.